# Pietra di Saltrio
La pietra di Saltrio è una roccia sedimentaria calcarea estratta nell'omonimo paese di Saltrio, nelle cave Brusada e Salnova.

## Utilizzo
Probabilmente già usata in età romana, la pietra di Saltrio ha trovato numerose applicazioni in architettura, non solo con funzione decorativa ma anche con una finalità strutturale. 
Una lista di edifici e monumenti che includono elementi in pietra di Saltrio è riportata nel seguito.

### Piemonte, Liguria ed Emilia-Romagna
- A Torino: per alcune colonne[6] della Mole Antonelliana[7], nella stazione di Porta Nuova[7] e al palazzo di Garigliano[7];
- a Vercelli: nella Basilica di Sant'Andrea[8];
- a Genova: per le sedici colonne del cimitero di Staglieno[9][4][7];
- a Castelvetro[non chiaro]: per due colonne e due altari della chiesa parrocchiale[7];
- a Fontevivo: per l'altare dell’Abbazia di San Bernardo[10].

### Lombardia

#### Provincia di Pavia
- A Pavia: 
  - nella facciata della Certosa.[11][9][4][7]
  - In alcuni elementi decorativi del Duomo di Pavia, e in particolare nella parte interna dell'abside maggiore, realizzato tra il 1504 e il 1507[12].
  - per le basi della facciata della chiesa di San Francesco Grande[3].

#### Province di Milano e Monza-Brianza
- A Milano:
  - in Santa Maria delle Grazie[9][2][13]: per le colonne del chiostro[14] e della tribuna del Bramante[14][15],
  - nel Duomo: per alcune colonne[16] e nella struttura portante interna[7] ,
  - nelle strutture e nelle decorazioni di altri edifici religiosi quali Santa Maria alla Porta, San Francesco di Paola, San Paolo Converso, San Tomaso in Terramara e Santa Maria Consolazione[14],
  - nel Teatro alla Scala[7][14][2] e nel vicino monumento a Leonardo da Vinci[7],
  - in palazzi come palazzo Litta[2][7][14], il Grand Hotel Et de Milan[7], palazzo Reale[2][14], la Biblioteca Ambrosiana[2][14], i palazzi Annoni[2][14], Archinto[2][14], Trivulzio[2][14] e Tharsis[2][14],
  - in Porta Nuova[7], in Porta Garibaldi[7] e nella struttura dell'Arco della Pace[7],
  - nella parte superiore degli arconi della Galleria Vittorio Emanuele[14][2],
  - per alcuni monumenti funebri[16][4] del Cimitero Monumentale[4] (ad esempio, l'edicola Bruni[17]),
  - in molte ville costruite dal 1300 in poi[9]e nella pavimentazione di piazza Leonardo da Vinci[18];
- a Senago: per l'altare della vecchia chiesa parrocchiale di Castelletto[19];
- a Bussero: nella facciata della chiesa dei Santi Nazaro e Celso[20].

- a Brugherio: nel tempietto di San Lucio in Moncucco[21];
- a Monza: nei pilastri del portico dell'Arengario[3].

#### Province di Lecco e Sondrio
- A Bulciago: per le colonne del pronao della chiesa di San Giovanni Evangelista[22];
- a Colico: nel chiostro dell'Abbazia di Piona[9][7];
- a Morbegno: nella facciata della chiesa dedicata alla Madonna e a san Lorenzo[23];

#### Province di Como e Varese
- a Busto Arsizio: in Santa Maria in Grazia[9];
- a Como: nelle basiliche di San Fedele[9] e di San Giorgio[24];
- a Rovello Porro: per l'altare (opera di Floriano Bodini) e per la via Crucis monumentale della chiesa parrocchiale[14].
- a Saronno: nel santuario della Beata Vergine dei Miracoli[9][7][25] e nel monumento ai caduti[26];
- a Varese: nel Battistero di San Giovanni[27] e nelle cappelle del Sacro Monte[7];
- a Luino: per alcuni capitelli ornamentali all'interno della chiesa di San Pietro[28][29].

### Canton Ticino (Svizzera)
- a Morbio Inferiore: per il cornicione del santuario di Santa Maria dei Miracoli[30];
- a Brusino Arsizio: per un tabernacolo rinascimentale della chiesa di San Michele[31]
- a Meride: all'interno di una serie di monumentali portali d'ingresso di alcune abitazioni[32];
- a Mendrisio: per l'altare maggiore delle chiese parrocchiali di Rancate e Capolago[7] e per un lavabo della sacrestia della chiesa di San Sisinio[33];
- a Riva San Vitale: per la balaustra della cappella della Madonna, all'interno della chiesa parrocchiale[7];
- a Vico Morcote: per un retablo all'interno della chiesa dei Santi Fedele e Simone[34]
- ad Arosio: per una balaustra della cappella della Beata Vergine del Rosario, all'interno della Chiesa di San Michele;
- a Lugano: nella cattedrale di San Lorenzo[35][9][6][7][36][37], nella cappella della Natività della chiesa di San Rocco, nella chiesa di Sant'Antonio[7], nella chiesa di Santa Maria Immacolata,[38] per alcune sculture nel frontone della facciata del Palazzo Civico[39] e per la "fontana di Nettuno" nel parco dell'ex-Castello di Trevano[40];
- a Gentilino: per un'acquasantiera e una balaustra della chiesa di Sant’Abbondio[7];
- a Origlio: per gli scalini, alcune colonne e balaustre della chiesa di Maria Immacolata e di San Giorgio[7];
- a Cadro: per una balaustra della chiesa della Beata Vergine e San Giorgio[7];
- a Ponte Capriasca: per l'altare della chiesa parrocchiale[7];
- a Magadino: per l'altare maggiore della chiesa parrocchiale[7];
- a Bellinzona: nella pavimentazione e per l'altare maggiore della collegiata dei Santi Pietro e Stefano[7].